# Wadim Abramowitsch Sidur
Wadim Abramowitsch Sidur (russisch Вадим Абрамович Сидур; wissenschaftliche Transliteration Vadim Abramovič Sidur; in englischer und französischer Transkription Vadim Sidur; * 28. Juni 1924 in Katerinoslaw (heute Dnipro), Ukrainische SSR; † 26. Juni 1986 in Moskau) war ein ukrainischer sowjetischer Bildhauer und Grafiker mit jüdischen und russischen Wurzeln. In Deutschland sind insbesondere seine Bronzeskulpturen bekannt, von denen einige in deutschen Städten stehen. Seine Werke behandeln oftmals Themen des menschlichen Leidens, Invalidität, Gewalt und Tod. Aber auch – im grafischen Werk – die Themenbereiche Weiblichkeit, Partnerschaft und Erotik. Sidur betätigte sich auch als Buchillustrator und Dichter.

## Leben und Werk
Wadim Sidur wurde in eine Familie „jüdisch-russischer Tolstojaner“ geboren. Seine Eltern waren Abram Sidur und Sinaida Andrianowa. 1941 schloss er die Mittelschule ab. Er arbeitete zunächst auf einem Kolchos und später als Dreher. Die jüdische Familie väterlicherseits wurde 1944 durch die deutschen Besatzer erschossen. Wadim Sidur wurde in die Rote Armee eingezogen und zum MG-Schützen ausgebildet. Er kämpfte – später als Offizier – im Zweiten Weltkrieg in der Ukraine. Eine Schussverletzung am Kiefer führte zu einem mehrmonatigen Lazarettaufenthalt und deformierte Sidurs Gesicht dauerhaft. Ende 1944 wurde er aus der Armee entlassen.
Er studierte zunächst ein Jahr lang Medizin in Stalinabad (heute Duschanbe), was er aufgab. In Moskau wurde seine Kieferverletzung erneut behandelt. Dort begann er an der Höheren Moskauer Schule für angewandte Kunst eine Ausbildung zum Bildhauer im Bereich Monumentalplastik-Architektur, die er 1953 abschloss. Seine Ehefrau wurde Julia Sidur. Sidur war von den skythischen Steinplastiken beeinflusst, die er in jungen Jahren am Historischen Museum Dnipropetrowsk seiner Heimatstadt kennenlernte. In Moskau besuchte er regelmäßig die Abteilungen für ägyptische, assyrisch-babylonische und antike Kunst des Puschkin-Museums. Dagegen kannte er die Künstler der modernen Bildhauerei wie Moore, Lipschiz, Giacometti und Zadkine wegen seiner isolierten Situation in Russland bzw. als Ostblock-Künstler nicht.
Sidur geriet mit seinem künstlerischen Schaffen in Gegensatz zur offiziellen sowjetischen Kunstdoktrin. Er arbeitete unter erschwerten Bedingungen in einem Kelleratelier am Moskauer Komsomolski-Prospekt. Er schuf dort in dreißig Jahren über 500 Skulpturen und 1000 Graphiken. Sidur war als Künstler zwischen 1960 und den Reformen Ende der 1980er Jahre isoliert und wurde nicht ausgestellt. Er war auf Zuverdienste als Buchillustrator und Gestalter von Grabmälern angewiesen. 1974 wurde er aus der KPdSU ausgeschlossen und war auch sonst von staatlicher Repression bedroht.
In den 1970er Jahren erlangte Sidur im Westen durch Ausstellungen und Veröffentlichungen Bekanntheit und Anerkennung. Einige seiner Bronzeplastiken wurden in deutschen Städten aufgestellt, so etwa Der Mahner in Düsseldorf und Treblinka in Berlin-Charlottenburg. Am Rande des Friedrichsplatzes in Kassel befindet sich die Skulptur Den Opfern der Gewalt. Die Aufstellung dieser Skulptur im Jahre 1974 wurde von einer Bürgerinitiative ermöglicht, die das Geld dafür aufbrachte, den kleinformatigen Entwurf als Skulptur im Stadtraum zu verwirklichen. Vor der Würzburger St.-Johannis-Kirche steht sein Werk Tod durch Bomben (aufgestellt 1974), das er der Stadt im Sinne der Völkerversöhnung stiftete.
Wadim Sidur starb 1986 kurz vor seinem 62. Geburtstag an einem Herzinfarkt. Ab 1987 wurde seine Kunst auch in Russland ausgestellt, zuerst im Mai 1987 in Moskau. Es entstand 1992 durch seinen Sohn Michail Sidur und enge Freunde der Familie das Sidur-Museum im Moskauer Stadtteil Perowo. Sein Können und seine Bedeutung werden heute mit Bildhauern wie Henry Moore, Jacques Lipchitz und Alberto Giacometti verglichen.

## Skulpturen in Deutschland (Auswahl)

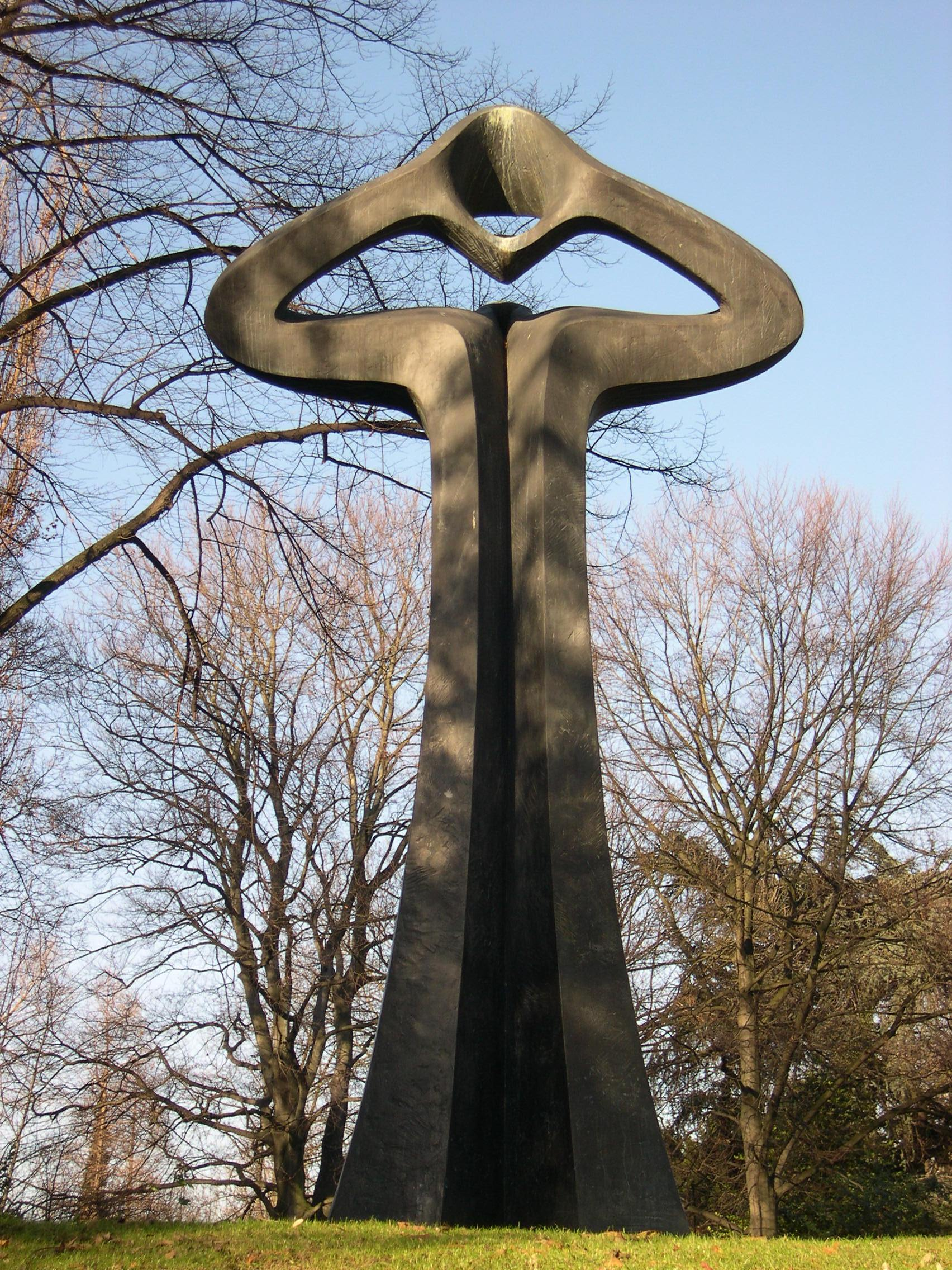
Der Mahner, Hofgarten Düsseldorf
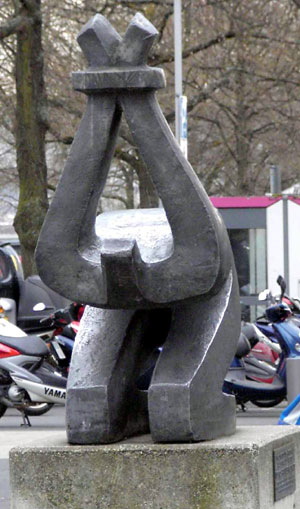
Den Opfern der Gewalt, Kassel
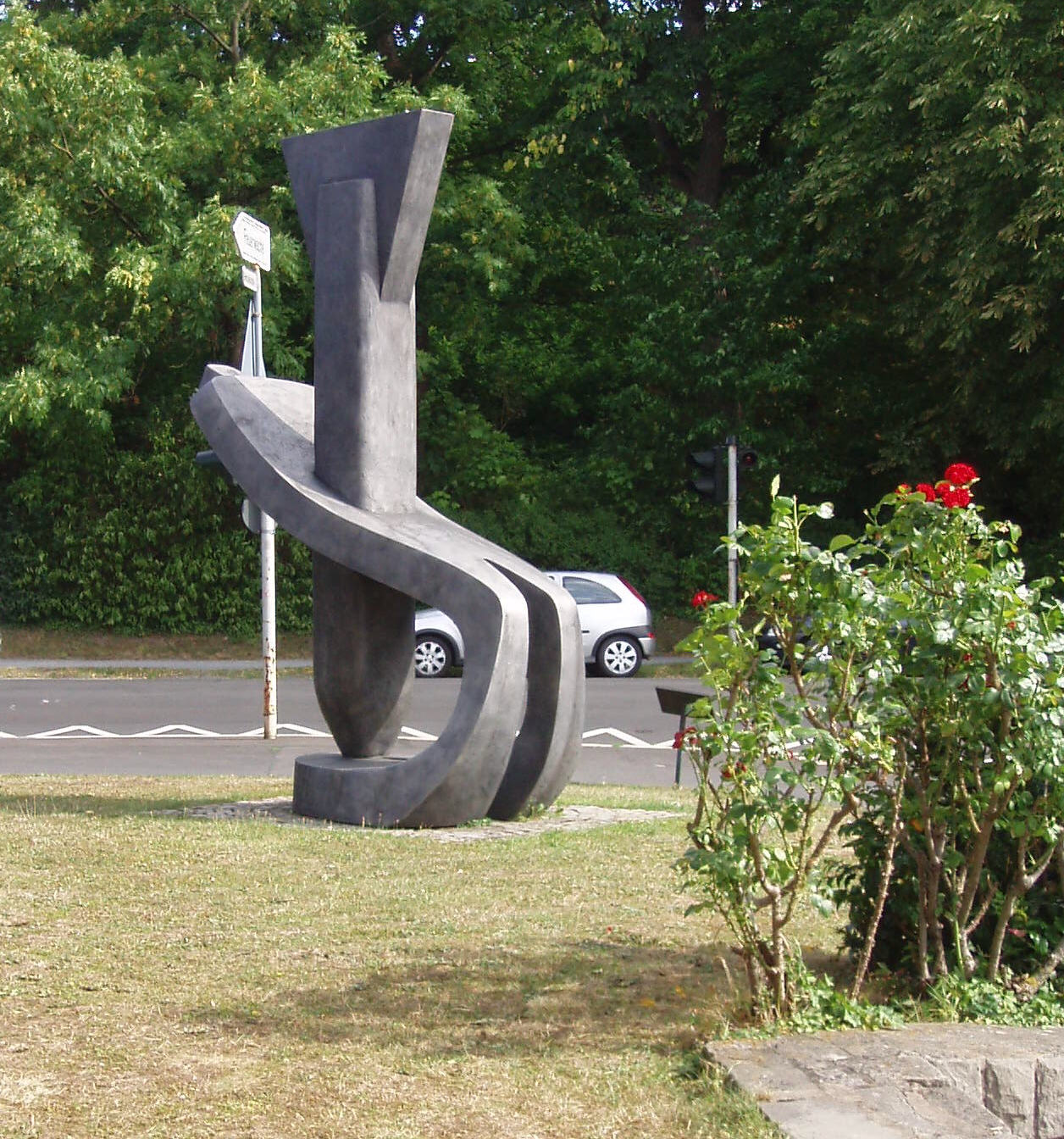
Tod durch Bomben, Würzburg
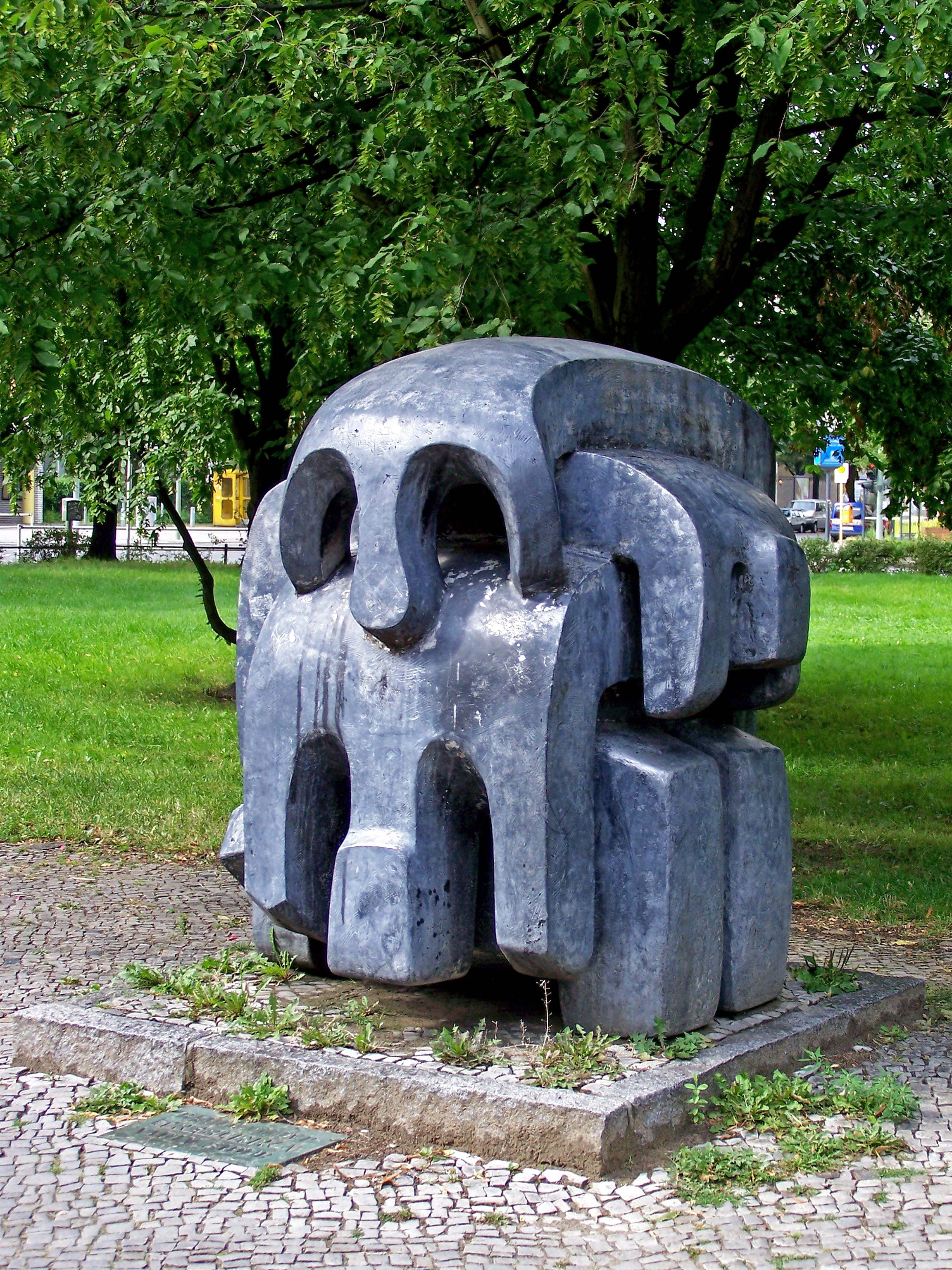
Treblinka (1966), Amtsgerichtsplatz in Berlin-Charlottenburg

## Einzelausstellungen (Auswahl)
- 1984: Vadim Sidur: Skulpturen, Kunstmuseum Bochum
- 1987: Moskau, 1. Ausstellung in Russland
- 1992: Gerhard-Marcks-Haus, Bremen
- 2003: Vadim Sidur (1924–1986) – Zeichnungen u. Skulpturen (50er–70er Jahre), Sandmann, Berlin
- 2015: Skulpturen, die wir nicht sehen, Moskauer Manege

## Zerstörungen durch ultrarechte Orthodoxe 2015
2015 wurde das Werk Sidurs in einer Retrospektive mit dem Titel Skulpturen, die wir nicht sehen in der Moskauer Manege gezeigt. Aktivisten der ultrarechten orthodoxen Gruppierung „Wille Gottes“ beschädigten bzw. zerstörten dabei mehrere Werke. Sie verlangten die Schließung der Ausstellung mit der Behauptung, die Exponate verletzten „Gefühle der Gläubigen“.